# Cummins (Unternehmen)
Cummins Inc. ist ein US-amerikanischer Hersteller von Diesel- und Gasmotoren mit Hauptsitz in Columbus im US-Bundesstaat Indiana. Die Aktien des Unternehmens werden an der New York Stock Exchange gehandelt. Über die Hälfte seines Umsatzes erzielt Cummins außerhalb der Vereinigten Staaten.

## Geschichte
Cummins ist benannt nach dem Erfinder Clessie Cummins, der eine Schlüsselrolle bei der Gründung der Firma spielte. Er wurde ab 1919 von William Irwin finanziell unterstützt, als er begann, die Konstruktion von bestehenden Dieselmotoren zu verbessern.

### Duesenberg-Cummins und Versuchs-PKW

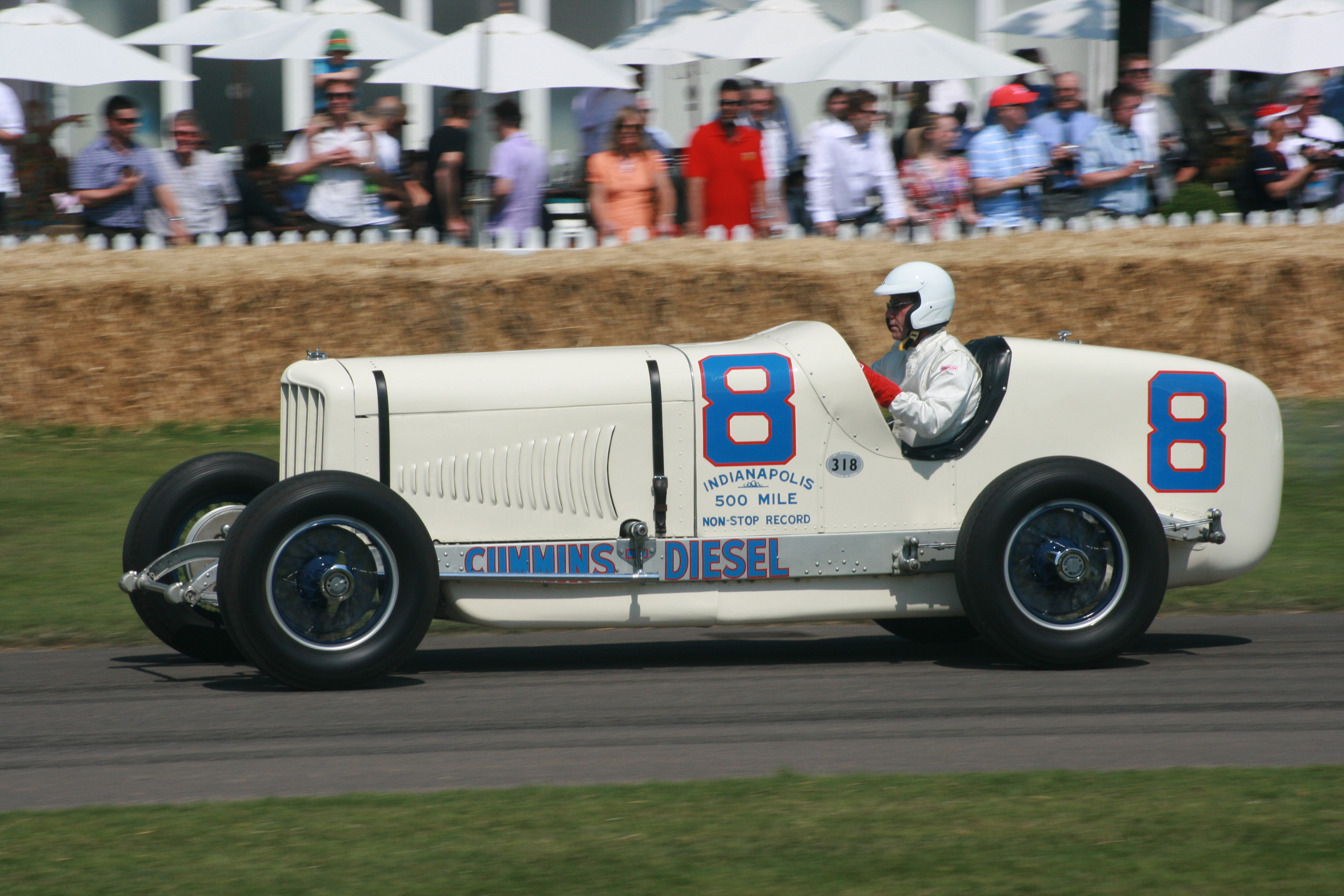
Duesenberg-Cummins Diesel Special (1934)

Um die Vorzüge des Dieselmotors herauszustellen, baute Cummins zwischen 1929 und 1934 für die 500 Meilen von Indianapolis einige Duesenberg-Rennwagen. Dave Evans (1898–1974) fuhr mit seinem Duesenberg-Cummins 1931 auf den 13. Schlussrang; bemerkenswert war, dass er die gesamte Strecke ohne Boxenstopp zurückgelegt hatte. Im gleichen Jahr stellte ein Duesenberg-Cummins in Daytona Beach den Weltrekord für Dieselfahrzeuge mit 100,75 mph (162,14 km/h) ein. 1934 qualifizierte sich Wilburn Hartwell Stubblefield (Stubby) in einem Duesenberg-Rennwagen mit der zweitschlechtesten Zeit gerade noch für Indianapolis. Sein Auto hatte einen Sechszylinder Diesel-Zweitaktmotor von Cummins. Es hielt die ganzen 500 Meilen durch und belegte den 12. Schlussrang. Cummins-Diesel wurden bis 1952 gelegentlich in Indy-Rennwagen eingebaut.
1930 war Clessie Cummins mit einem auf Cummins-Diesel umgebauten PKW von Indianapolis nach New York gefahren. Für diese Strecke von 792 Meilen (1274 km) verbrauchte er Treibstoff für gerade mal 1,38 US-Dollar. 1935 stellte er auf dem Automobilsalon in New York City einen Auburn-Personenwagen mit Cummins-Dieselmotor aus, das Fahrzeug ging nicht in Serie.

### Jüngere Geschichte
1962 gründete Cummins zusammen mit der Kirloskar Group in Indien das Joint-Venture Kirloskar Cummins.
Zwischen 1963 und 1968 hatte Cummins einen wichtigen Kunden in Deutschland: Krupp war für den Antrieb seiner Lastkraftwagen Anfang der 1960er-Jahre auf der Suche nach einem Ersatz für seine traditionellen, jedoch kaum noch wettbewerbsfähigen Zweitakt-Dieselmotoren und fand diesen bei Cummins. Von 1963 bis zur Einstellung der Lastwagenproduktion 1968 baute Krupp Cummins-Motoren ein.
1980 gründete Cummins zusammen mit der Case Corporation ein Joint-Venture mit dem Namen Consolidated Diesel Corporation, das Dieselmotoren entwickeln und herstellen sollte, 2008 übernahm Cummins den Case-New-Holland-Anteil an diesem Gemeinschaftsunternehmen.
1996 wurde mit Iveco und New Holland das Joint Venture European Engine Alliance (EEA) gegründet, an dem jedes der Unternehmen mit 1/3 beteiligt war. Cummins verkaufte seinen Anteil an diesem Gemeinschaftsunternehmen 2008 an Fiat Powertrain Technologies.

## Vertriebsnetz
Cummins verfügt über ein ausgedehntes Netz von Produktionsstätten, Distributoren und Händlern mit 550 firmeneigenen und unabhängigen Distributoren sowie mehr als 5000 Händlern weltweit, die Verkauf, Service und Wartung besorgen.

## Produkte
Etwa 2010 kam eine neue V6-und-V8-Motorenfamilie heraus mit einem Aluminiumzylinderkopf mit vier Ventilen, Turboaufladung und piezoelektrischer Einspritzung. Der V6 ist spezifiziert mit 190 PS (142 kW) und 617 Nm.
Der im Dodge Ram verwendete 5,9 l (B-Serie) hat sich als sehr erfolgreich erwiesen. Hochleistungsdieselmotoren mit mehr als 15 Litern Hubraum werden in Seymour (Indiana), Daventry (England) und Pune (Indien) hergestellt.

### Motoren
- A-Series
  - I3 – 0,9/1,4/1,7 l
  - I4 – 2,0/2,3 l
- B-Series/ISB
  - I4 – 3,3/3,9 l

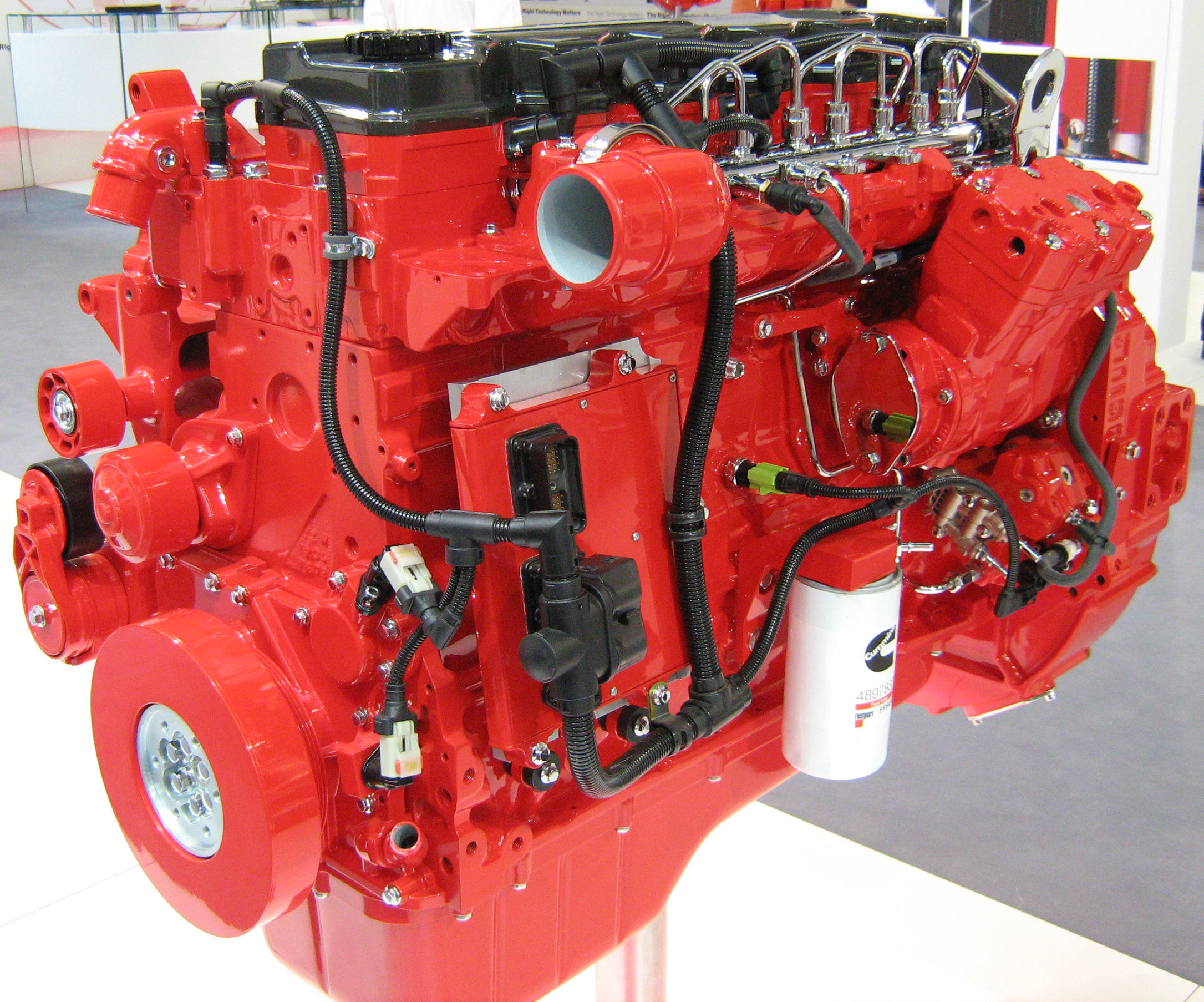
Cummins-LKW-Motor

  - I6 – 5,9/6,7 l, verwendet in Dodge Ram 2500 Roberit AG
- C-Series/ISC
  - I6 – 8,3 l (verwendet im Dennis Trident 2)
- L-Series/ISL
  - I6 – 8,9 l
  - I6 – 10,0 l
- M-Series/ISM
  - I6 – 10,8 l (verwendet im Dennis Trident 3)
- N-Series
  - I6 – 12,2/14,0 l (verwendet in Triebwagen der British Rail)
- X-Series/ISX
  - I6 – 14,9 l
- K-Series/QSK
  - I6 – 19 l
- V/VT-Series
  - V6 – 5,7/5,8/6,2 l (VIM/VAL)
  - V8 – 7,7/8,3/9,1 l (VINE/VALE)
  - V8 – 14,8 l

### Stromerzeugung
Q-Serie-Motoren

### Filtertechnik
Die Cummins-Tochterfirma Cummins Filtration verkauft unter dem Markennamen "Fleetguard" Filterprodukte für Dieselmotoren.

### Turbotechnik
- Holset e Range
- Holset x Range

## Hauptwettbewerber
- Caterpillar
- Deere & Company
- Detroit Diesel
- Deutz AG
- MTU Friedrichshafen
- MAN Energy Solutions
- Fiat Powertrain Technologies